# Humac (Jelsa)
Humac falu Horvátországban, Hvar szigetén. Közigazgatásilag Jelsához tartozik.

## Fekvése
Splittől légvonalban 48 km-re délkeletre, Jelsától légvonalban 5, közúton 11 km-re délkeletre, a Hvar sziget középső részén, a szigetet átszelő 116-os út mentén fekszik.

## Története
Hvar szigete már a újkőkorszakban lakott volt. Az itteni élet nyomai az i. e. 3500 körüli időkig vezetnek vissza, amikor a hvari kultúra virágzott itt. A kultúrát a Grapčeva-barlangban talált leletek alapján azonosították, melyek ma a hvari városi múzeumban találhatók. A barlang Humac határához tartozik, a falutól mindössze 2 km-re délnyugatra, a sziget déli lejtőjén 239 méteres tengerszint feletti magasságban fekszik.
Humac a 17. századra népesült be. Neve halmot, dombocsát jelent. Vrisnik falu határához tartozott, melynek lakói főként állatokat tartottak és mezőgazdasági munkákat végeztek itt. Házai kőből épültek. A szigettel együtt a Velencei Köztársaság fennhatósága alá tartozott. A velencei uralomnak 1797-ben vége szakadt és osztrák csapatok vonultak be Dalmáciába. 1806-ban a sziget az osztrákokat legyőző franciák uralma alá került, de Napóleon lipcsei veresége után újra az osztrákoké lett. A 20. század elején felépült Szent János és Szent Pál tiszteletére szentelt temploma. 1918-ban az új szerb-horvát-szlovén állam, majd később Jugoszlávia része lett. A II. világháború után a szocialista Jugoszláviához került. A 20. század közepétől lakói a szőlőtermesztés mellett a levendula termesztésére tértek át. 1991-től a független Horvátország része. Az 1970-es évek óta nincs állandó lakossága, de egykori lakói és leszármazottaik minden év június 26-án egybegyűlnek a Szent János és Pál fesztiválra, ahol felelevenítik régi hagyományaikat. A településen a nyári turistaszezonban étterem működik.

## Népesség
| Lakosság változása | Lakosság változása | Lakosság változása | Lakosság változása | Lakosság változása | Lakosság változása | Lakosság változása | Lakosság változása | Lakosság változása | Lakosság változása | Lakosság változása | Lakosság változása | Lakosság változása | Lakosság változása | Lakosság változása | Lakosság változása |
| ------------------ | ------------------ | ------------------ | ------------------ | ------------------ | ------------------ | ------------------ | ------------------ | ------------------ | ------------------ | ------------------ | ------------------ | ------------------ | ------------------ | ------------------ | ------------------ |
| 1857               | 1869               | 1880               | 1890               | 1900               | 1910               | 1921               | 1931               | 1948               | 1953               | 1961               | 1971               | 1981               | 1991               | 2001               | 2011               |
| 0                  | 0                  | 0                  | 0                  | 0                  | 0                  | 0                  | 0                  | 0                  | 122                | 115                | 75                 | 0                  | 0                  | 0                  | 0                  |

(1948-ig Vrisnik része volt, 1981-től pedig nincs állandó lakossága.)

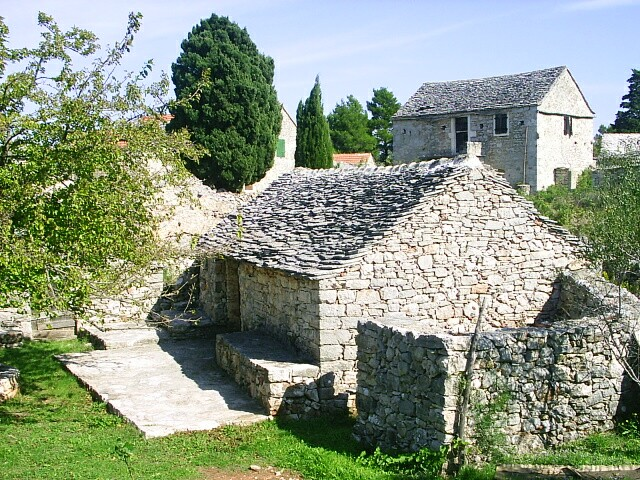
Régi kőházak Humacon

## Nevezetességei
- A falutól 2 km-re délnyugatra található a nevezetes Grapčeva-barlang. A faluból kiindulva a gyalogúton keresztül közelíthető meg. A mediterrán térségben a barlang az egyik legjelentősebb neolitikumi lelőhely, a hvari kultúra bölcsője. A barlang két nagyobb részből áll. A bejárati folyosó hosszúsága14 méter, szélessége 5 méter. Belül egy nagyobb terem található, mely mintegy 22 méter hosszú és 22 méter széles. Rendkívül gazdag sztalaktit és sztalagmit oszlopokban, melyeket a belső megvilágítás tesz még látványosabbá. A barlang 1964-óta természetvédelmi terület.
- A település régi kőházai jó állapotban maradtak fenn, a népi építészet egyedülálló alkotásai. A legrégebbi épületek a szakemberek szerint a 13. századból származnak. A horvát kulturális örökség részei.
- Szent János és Szent Pál tiszteletére szentelt temploma a 20. század elején épült, mellette temető található.

## Egyesületek
A "Humac" egyesületet az 1930-as években alapították. Vezetője az itteni egyetlen étterem tulajdonosa Jakov Franičević. Célja a település kulturális és természeti értékeinek, hagyományinak megőrzése, a helyi turizmus fejlesztése.